# Фордонджанус
Фордонджа̀нус (на италиански: Fordongianus; на сардински: Fordongiani, Фордонджани) е село и община в Южна Италия, провинция Ористано, автономен регион и остров Сардиния. Разположено е на 35 m надморска височина. Населението на общината е 951 души (към 2010 г.).